# تلمبة رسول أباد (حسين أباد)
تلمبة رسول أباد (بالفارسية: تلمبه رسول‌آباد) هي منطقة سكنية تقع في إيران في قسم حسین أباد. يقدر عدد سكانها بـ 51 نسمة .